# Капитанская дочка (фильм, 1958)
«Капита́нская до́чка» — советский художественный фильм по одноимённой повести А. С. Пушкина.

## Сюжет
Дворянин Гринёв, отправляющийся на военную службу, попадает в метель и, добравшись до постоялого двора, жалует своего проводника Емельяна Пугачёва тулупом. Место службы Гринёва оказывается небольшой крепостью. Он влюбляется в дочь коменданта Машу и оказывается ранен на дуэли офицером Швабриным. Вскоре Пугачёв поднимает восстание, захватывает крепость и казнит родителей Маши, а Гринёва отпускает. Тот получает письмо от невесты и узнаёт, что Швабрин, ставший сообщником Пугачёва, насильно принуждает её к замужеству. Не без помощи Пугачёва Гринёв освобождает Машу. После войны взятый в плен Швабрин клевещет на Гринёва, обвиняя его в пособничестве Пугачёву, но Маше удается доказать императрице его невиновность. Фильм завершается масштабной сценой казни Пугачёва.

## В ролях
- Олег Стриженов — Пётр Гринёв
- Сергей Лукьянов — Емельян Пугачев
- Ия Арепина — Маша Миронова
- Владимир Дорофеев — капитан Иван Кузьмич Миронов
- Ирина Зарубина — Василиса Егоровна
- Анатолий Шишков — Савельич
- Вячеслав Шалевич — Швабрин
- Павел Павленко — Иван Игнатьевич, кривой поручик
- Борис Новиков — Максимыч
- Лев Золотухин — майор Иван Иванович Зурин
- Никифор Колофидин — Андрей Петрович, отец Гринёва
- Сергей Блинников — генерал
- Владимир Соловьёв — следователь
- Александра Денисова — Акулина Панфиловна, попадья
- Александр Гумбург — Хлопуша
- Юрий Катин-Ярцев — «генерал»
- Сергей Троицкий — хозяин постоялого двора
- Павел Шпрингфельд
- Варвара Мясникова — Авдотья Васильевна, мать Гринёва
- Степан Борисов — солдат

## Съёмочная группа
- Автор сценария — Николай Коварский
- Режиссёр — Владимир Каплуновский
- Оператор — Эмиль Гулидов
- Художник — Евгений Куманьков
- Композитор — Тихон Хренников
- Звукорежиссёр — Семён Литвинов
- Монтажёр — Людмила Печиева
- Директор картины — Николай Владимиров

## Премии
- 1959 — Первая премия «Золотой парус» XII Международного кинофестиваля в Локарно (Швейцария) как самому сенсационному фильму
- 1959 — Вторая премия на Всесоюзном кинофестивале в Киеве художнику фильма Евгению Куманькову
- 1960 — Диплом III Международного кинофестиваля в Ванкувере
- 1960 — Диплом IV Международного кинофестиваля в Монреале (Канада)
- 1960 — Диплом участия МКФ в Стратфорде